# Maquinaria y Elementos de Transporte
Maquinaria y Elementos de Transporte, también conocida como Maquitrans o por la abreviatura MT fue una antigua empresa de modificación de autobuses y fabricante de automóviles español con sede en Barcelona.

## Historia de la empresa

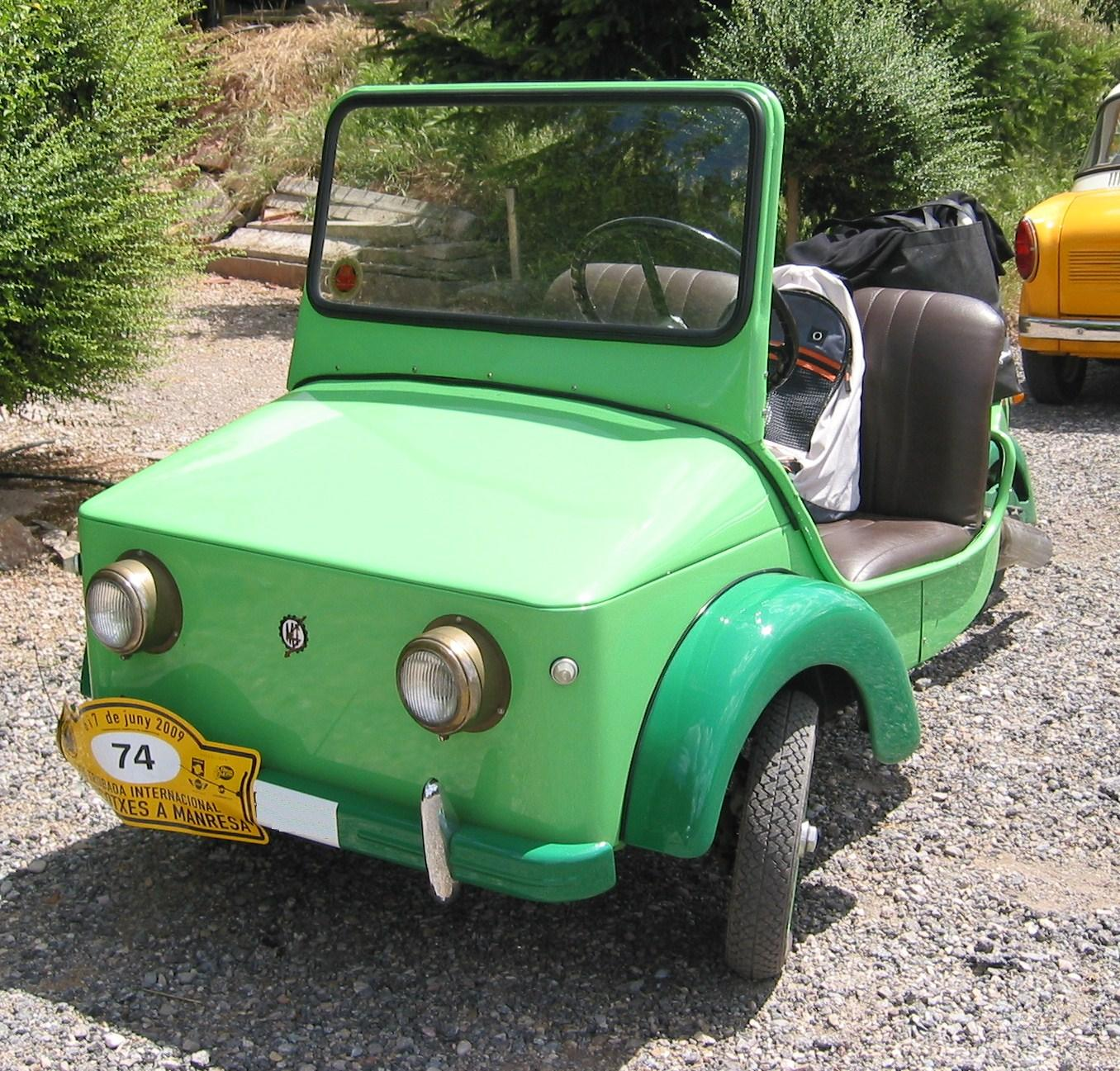
MT de 1957

Se constituyó el 17 de diciembre de 1941 en Barcelona, filial de Tranvías de Barcelona, cuya principal dedicación era la de adaptar antiguos autobuses para su uso como trolebuses, para esquivar la escasez de combustibles tras la Guerra Civil Española. La empresa Maquinaria y Elementos de Transporte, acortada como MT, localizada en la calle Luchana en Barcelona, a principios de los años 1950 empezó a fabricar scooters y unos motocarros vendidos como motriciclos. Comenzó en 1957 con la producción de automóviles, pero en el mismo año se detuvo la producción, por lo que tan sólo se produjeron sólo unos pocos ejemplares.

## Productos
Todos los vehículos fabricados por esta empresa equipaban el mismo modelo de motor, de un solo cilindro con 175 cm³ de desplazamiento, para otorgar una potencia máxima de 7 cv, que se montó delante de la rueda trasera simple con un diseño de motor central. Este motor permitía alcanzar velocidades máximas cercanas a los 70 km/h. 
El único modelo de automóvil era un triciclo motorizado basado en el mismo chasis que los motocarros, pero al que se le sustituyó el manillar por un volante. La carrocería estaba abierta y proveía de espacio suficiente para dos personas. Un primer prototipo se ha conservado hasta nuestros días, que se puede ver en la imagen del artículo. Fue tomado como base para el modelo definitivo, tras añadir un carenado completo a la zona trasera del motor, quedando toda la mecánica oculta. Del modelo definitivo se fabricaron unas 20 unidades, de las que sólo se tiene constancia que haya sobrevivido uno.